# Dark Wolf
Dark Wolf è un film del 2003 diretto da Richard Friedman.

## Trama
Dopo che il suo collega è stato ucciso da un lupo mannaro, un investigatore della polizia di Los Angeles si ritrova a dover proteggere una giovane donna metà umana e metà licantropo.